# 技術者不足
技術者不足（ぎじゅつしゃぶそく）またはエンジニア不足（エンジニアぶそく）とは、技術者の数が、産業に必要とされる人数に比べて不足すること。

## 概要
日本の主要産業たる製造業においては、研究開発・生産技術などの技術者が必要とされる。しかし、産業に求められる工学部卒の学生の絶対数が少なく、さらに学歴信仰によって理工系の大学・大学院の卒業生の学力低下が起こり、企業が入社後に再教育を行わなければならないという状況が生まれている。基礎研究段階を中心に十分な研究者が確保されていない可能性があり、理工系学部への志願者数も長期的な減少傾向が続いており、将来の科学技術を担う研究者や技術者等の養成の観点から、大きな課題となっている。企業の「人材不足感」は上昇に転じており、特に，技術者のように専門性の高い職種に関しては、依然として人材不足感が強いという。

## 不足している専攻
工学部の専攻においてもっとも学生が不足している分野は機械工学・電気工学・電子工学である。これらの分野は、電機・自動車・機械メーカーの研究開発だけではなく、化学・素材・食品メーカーの生産技術などにも役立つ分野であるため、優秀な学生の奪い合いになっている。
この専攻の学生は機電系という採用の際の用語ともなっている。
また急速なインフラストラクチャーのIT化と組み込みソフトウェアなどの普及により、これらに携わる情報工学を専攻する学生も不足傾向にある。

## 不足している技術分野
不足が指摘されている技術分野は多岐にわたるため、一部をここに列挙する。
- デジタル回路技術者[4]
- アナログ技術者[5]
- 生産技術者[6]
- ソフトウェア技術者[7]
- 電子技術者[8]